# Задняя камера
Задняя камера глаза — это пространство, расположенное за радужной оболочкой. Оно омывается жидкостью, называемой водянистой влагой, которая вырабатывается цилиарным телом. Не следует путать заднюю камеру с задним пространством, поскольку первая заполнена водянистой влагой, а вторая занята стекловидной влагой.
Задняя камера сообщается спереди через зрачок с передней камерой глаза, а сзади находится в контакте со стекловидным телом. Задняя камера и задняя часть глаза разделены линзой хрусталика.
Водянистая влага, которая проникает в это пространство и образуется в нем, имеет большое значение, поскольку питает несосудистые (без кровоснабжения) ткани глаза, такие как роговица и хрусталик. Эту жидкость необходимо поддерживать при определенном давлении. Если давление водянистой влаги слишком высокое, возникает заболевание, называемое глаукома, которое может иметь серьезные последствия для зрительных способностей.

## Дополнительное изображение

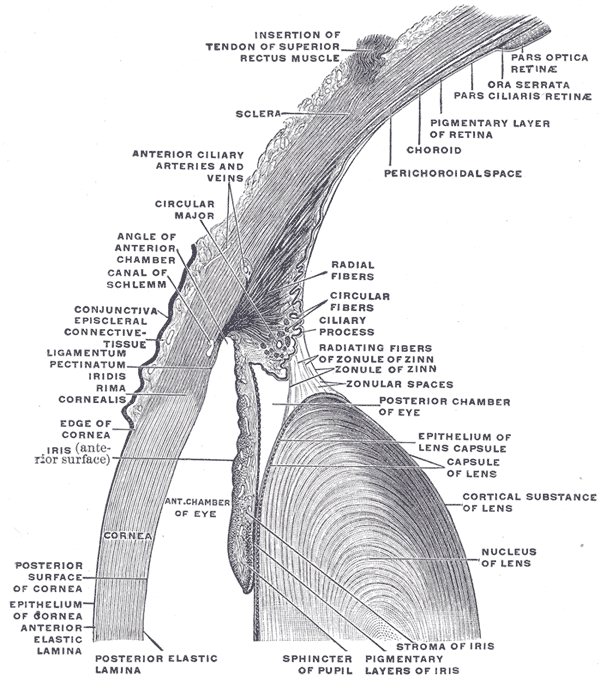
Верхняя половина сагиттального раздела передней части глазного яблока (задняя камера глаза помечена в центре справа)